# 长青桥 (沈阳市)
长青大桥是一座连接沈阳市沈河区与浑南区横跨浑河的桥。

## 特点
这座桥的钢梁被漆成红色。在2012年的大修期间，为了使其与周围的环境更加协调，这座桥的钢梁曾被刷成白色。

## 作用
改善了沈河区东部与浑南区的交通，促进了浑南区的发展。

## 维修与扩建
曾在2008年与2012年进行过两次大修。

### 2012年的大修
这次大修从4月12日开始，到8月13日结束。一共更换了52根吊杆，新增了3道纵梁。施工单位也在原有的红色钢梁上加涂了白色氟碳涂料增强了它的防腐性。

### 2017年的扩建
2017年12月，作为沈阳快速路系统重要节点工程的长青跨浑河桥加宽改造工程启动工程建设。2018年12月18日，扩建部分通车。新建桥梁为单向双车道，并设有5米宽行人和非机动车混行道，设计速度为60公里/小时。 